# Морено (Империја)
Морено је насеље у Италији у округу Империја, региону Лигурија.
Према процени из 2011. у насељу је живело 28 становника. Насеље се налази на надморској висини од 318 м.